# Championnat de Finlande de hockey sur glace 1946-1947
Saison précédente Saison suivante
La saison 1946-1947 est la quinzième saison de la SM-sarja.
L'Ilves Tampere remporte le 15e titre de champion de Finlande en remportant le match de Barrage pour le titre contre Tarmo Hämeenlinna sur le score de 10 à 2.

## Déroulement

### Classement
| Clt   | Équipe            | PJ | V | D | N | BP  | BC | Diff | Pts |
| ----- | ----------------- | -- | - | - | - | --- | -- | ---- | --- |
| +001, | Ilves Tampere     | 8  | 7 | 0 | 1 | 105 | 33 | +72  | 14  |
| +002, | Tarmo Hämeenlinna | 8  | 7 | 0 | 1 | 102 | 33 | +69  | 14  |
| +003, | TBK Tampere       | 8  | 7 | 0 | 1 | 67  | 34 | +33  | 14  |
| +004, | HSK Helsinki      | 8  | 4 | 1 | 3 | 44  | 34 | +10  | 9   |
| +005, | TuPK Turku        | 8  | 3 | 0 | 5 | 27  | 50 | -23  | 6   |
| +006, | TPS Turku         | 8  | 3 | 0 | 5 | 42  | 76 | -34  | 6   |
| +007, | K-Kissat Helsinki | 8  | 2 | 1 | 5 | 33  | 67 | -34  | 5   |
| +008, | HJK Helsinki      | 8  | 0 | 2 | 6 | 36  | 60 | -24  | 2   |
| +009, | KIF Helsinki      | 8  | 1 | 0 | 7 | 20  | 79 | -59  | 2   |

- Champion de Finlande
- Barrage de promotion-relégation
- Relégué en I-divisionna

### Détail des scores
Finale
| Équipe        | Score | Équipe            | Note |
| ------------- | ----- | ----------------- | ---- |
| Ilves Tampere | 10-2  | Tarmo Hämeenlinna |      |

### Meilleurs pointeurs
Cette section présente les meilleurs pointeurs de la saison.
| Clt | Joueur           | Équipe            | PJ | B  | A | Pts | Pun |
| --- | ---------------- | ----------------- | -- | -- | - | --- | --- |
| 1   | Keijo Kuusela    | Tarmo Hämeenlinna | 8  | 39 | 3 | 42  | 0   |
| 2   | Aarne Honkavaara | Ilves Tampere     | 8  | 25 | 9 | 34  | 0   |
| 3   | Osmo Huhti       | Ilves Tampere     | 8  | 17 | 3 | 20  | 0   |
| 4   | Kalle Havulinna  | Ilves Tampere     | 8  | 9  | 4 | 13  | 0   |
| 5   | Lotfi Nasib      | Ilves Tampere     | 8  | 6  | 4 | 10  | 0   |